# 中二病女友的戀愛方程式
《中二病女友的戀愛方程式》是由PeasSoft製作於2015年5月29日發售的戀愛冒險類型成人遊戲，後來移植到Android和iOS平台由萌えAPP發售。

## 故事
來到風見市要轉學到蒼心學園的神原龍一，在住進將要從女生宿舍轉型一般宿舍的「伏木莊」的時候，意外發現這裡的女房客都有中二病。身為第一位男性房客的龍一原本以為能過美好的後宮生活，但卻因為房間淹水只能暫時睡客廳，也因此遭到部分房客反對並要求搬離。此時管理員便提出讓他先住一星期後再來表決龍一的去留。

## 角色

### 主要角色
神原龍一
本作的男主角。二年級學生，伏木莊的房客，因為姓名關係被葵取名為「God Dragon」。
小日向葵（聲優：櫻川未央）
身高：157cm，三圍：B83/W52/H81，生日：4月11日，血型：A型
龍一的同學，伏木莊的房客。自稱是來自暗魔界的「Dark Revenger」。
（聲優：春日アン）
身高：150cm，三圍：B67/W48/H73，生日：9月5日，血型：O型
龍一的學妹，伏木莊的房客。自稱是來自宇宙監視地球人的「觀測者」。
（聲優：霧賀みね）
身高：155cm，三圍：B87/W54/H79，生日：3月10日，血型：O型
龍一的學妹，伏木莊的房客。仰慕葵並且自稱是她的徒弟「Dark Priestess」。
黑峰澪音（聲優：東かりん）
身高：166cm，三圍：B93/W60/H88，生日：11月2日，血型：AB型
龍一的學姊，伏木莊的房客。自稱是自古以來支配宿舍的「宿舍魔女」。
綾瀬千聖（聲優：藤森ゆき奈）
身高：162cm，三圍：B88/W57/H85，生日：7月24日，血型：B型
龍一的同學，伏木莊的房客。雖然平常表現正常其實也有中二病，自稱是來自天界的魔法少女「光之聖天使」。

### 其他角色
（聲優：春山色葉）
龍一的同學，葵和千聖的親友。
小酒部聖水（聲優：夢野ぼたん）
伏木莊的管理員。
柳爽史（聲優：夏村伊介）
龍一的同學，與聖水從幼稚園就一直同班。

## 主題曲
遊戲的片頭曲「128√e980」是由Atsushi Haneoka擔任作曲和編曲，作詞和主唱則是由Ne;on Otonashi擔任。

## 外部連結
- 官方網站PeasSoft（日語）
- APP版官方網站 （页面存档备份，存于）萌えAPP（日語）